# Curvularia catenulata
Curvularia catenulata är en svampart som beskrevs av S.M. Reddy & Bilgrami 1968. Curvularia catenulata ingår i släktet Curvularia och familjen Pleosporaceae.   Inga underarter finns listade i Catalogue of Life.